# Saab JAS 39 Gripen
Saab JAS 39 Gripen (svensk: Griffen) er et moderne svenskbygget kampfly.
Gripen var en af bejlerne til Flyvevåbnet, da de danske F-16-fly skal udskiftes. Det tilbudte fly var ikke JAS-39 Gripen, men en ny generation af flyet kaldet Gripen NG (Gripen Next Generation). Første version af Gripen NG blev færdigudviklet i 2013.306 bygget (oktober 2021).

## Historie
Saab 39 Gripen fløj sin første testflyvning i 1988 og kom i aktiv tjeneste i 1996 i det svenske Flygvapnet med typebetegnelsen JAS 39. Gripen er et af de første kampfly, der er designet til alle de behov et luftvåben har, dvs. et ægte multirollekampfly. JAS står for de svenske ord: jakt, attack och spaning, dvs. jagerfly, jagerbomber og rekognosceringsfly. Flyet kan i luften lynhurtigt omstilles fra en funktion til en anden.
Ved udviklingen af Gripen var det et krav fra de svenske myndigheder, at flyet uden kompromiser fungerede perfekt i alle tre roller. Man ønskede kun at bruge én flymodel og samtidig at få et førsteklasses fly til lavere anskaffelses- og vedligeholdelsesomkostninger end for tidligere kampflytyper. Faktisk blev den tidligere voksende omkostningskurve fra generation til generation knækket.

## Funktion og udstyr
Gripen kan lande og starte på meget korte strækninger (800 m) – også på almindelige landeveje, eller på kortere intakte dele af sønderbombede lufthavne.
De første modeller af Gripen blev af Flygvapnet kaldt JAS 39A/B. A for 1-sædersversionen og B for 2-sædersversionen.
Senere er flyet udviklet i en opdateret version, der kaldes Gripen C/D. Denne udgave er fuldstændig NATO-tilpasset og kan blandt andet lufttankes.

## Operatører
NATO-landene Tjekkiet og Ungarn har lejet 14 Gripen hver, Sydafrika har købt 28, Brasilien har bestilt 36 og Thailand har bestilt 12. Sverige fløj med Gripen C over Libyen. Det svenske Flygvapnet har i flere år deltaget med Gripen i internationale flyveøvelser med andre lande inden og uden for NATO – både i Europa og USA.
En anden Gripen-operatør er den britiske Empire Test Pilot School (ETPS), der flyver Gripen i Sverige som en del af uddannelsen af testpiloter fra flere lande.

## Gripen E
Gripen er under udvikling. En videreudviklet version, Gripen E, blev præsenteret d. 18. maj 2016 og vil være klar til tjeneste fra 2018. Flyet bliver udviklet, så det er nemt at opdatere i hele sin levetid, dvs. sandsynligvis i godt 40 år.
Blandt de større ændringer fra tidligere versioner er helt ny avionics fx en AESA-radar, ny stærkere motor, betydelig længere rækkevidde og spydspidsteknologier inden for hele sensorområdet.
Danmark overvejede at købe Gripen NG (Gripen Next Generation, en tidligere betegnelse for Gripen E) som erstatning for F-16-flyet, men Saab trak sig fra forhandlingerne, da Saab vurderede, at der var for stor sandsynlighed for, at Danmark ville vælge et amerikansk alternativ (Boeings Super Hornet eller den nyudviklede Joint Strike Fighter).
Det lykkedes Saab at indgå aftale med Schweiz om salg af Gripen E, men en folkeafstemning i Schweiz stemte købet ned. Den 27. oktober 2014 offentliggjorde Saab, at der var indgået aftale med Brasilien om levering af 36 fly.
Gripen E fløj første gang d. 15. juni 2017, fra Saabs luftbase i Linköping, Sverige.

## Ulykkesstatistik
Gripen har gennem årene haft langt færre ulykker end andre kampfly, inkl. F-16 Fighting Falcon. Gripen er dog alene produceret i ca. 200 stk. og flyet har aldrig udført direkte kamphandlinger, mens F-16 er blevet produceret i over 4.000 stk. til 25 lande og har udført faktiske kamphandlinger. Men da de to første havarier (en prototype i 1989 og en flyveopvisning i Stockholm i 1993) var foran rullende tv-kameraer, fik de stor opmærksomhed i medierne. Ved alle de fem Gripen-havarier, som er sket i Sverige, har piloterne overlevet.